# زرخوان
زرخوان یک منطقهٔ مسکونی در ایران است که در دهستان نهارجان، بخش مود شهرستان سربیشه در استان خراسان جنوبی واقع شده‌است. زرخوان ۵۵ نفر جمعیت دارد.